# Międzynarodowy Dzień Astronomii
Międzynarodowy Dzień Astronomii (ang. Astronomy Day) – święto obchodzone przez 137 państw mające na celu upamiętnienie wydarzeń astronomicznych i popularyzację samej nauki, jaką jest astronomia. Obchody odbywają się w sobotę przypadającą w okresie od połowy kwietnia do połowy maja w pobliżu pierwszej kwadry Księżyca. Od 2007 roku obchodzony jest także jesienny Międzynarodowy Dzień Astronomii, jego obchody przypadają w sobotę pomiędzy połową września a połową października, również w pobliżu pierwszej kwadry Księżyca.
Pierwsze obchody odbyły się w 1973 roku z inicjatywy Douga Bergera, prezesa stowarzyszenia astronomicznego w Kalifornii, (ang.) Astronomical Association of Northern California.